# Sazan
Sazan és una illa de la costa d'Albània a l'entrada de la badia de Vlora (Valona), que té uns 5 km² i menys de 1000 habitants.
Saso (Σασώ) fou el nom d'una petita illa rocosa de la costa grega d'Il·líria, al nord del cap Acroceraunos. Fou un niu de pirates a diverses èpoques. A l'edat mitjana va ser ocupada diverses vegades per Venècia. Fou ocupada per Itàlia el 30 d'octubre de 1914, ocupació que fou ratificada per un protocol secret del Tractat de Londres (1915). Després de la Primera guerra mundial Albània la va cedir formalment a Itàlia (2 de setembre de 1920). Sota domini italià es va dir Saseno i fins i tot va disposar de segells propis. Fou retornada a Albània el 10 de febrer de 1947.